# Maladetchna
Maladetchna (en biélorusse : Маладэчна ; en alphabet lacinka : Maladziečna) ou Maladziečna (biélorusse : Маладзечна) ou Molodetchno (en russe : Молодечно) est une ville de la voblast de Minsk, en Biélorussie, et le centre administratif du raïon de Maladetchna. Sa population était estimée à 88 290 habitants en 2025.

## Géographie
Maladetchna est située sur la rive gauche de la rivière Oucha, à 72 km au nord-ouest de Minsk.

## Histoire

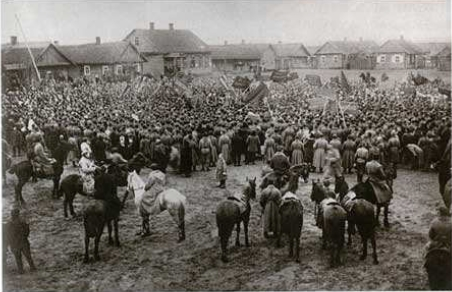
La révolution russe de 1917 à Maladetchna.

Elle fut une localité connue depuis 1388 quand elle a fait partie du Grand-duché de Lituanie. Pendant la guerre froide, la base aérienne de Maladetchna était en activité.

Anciennes images de Maladetchna
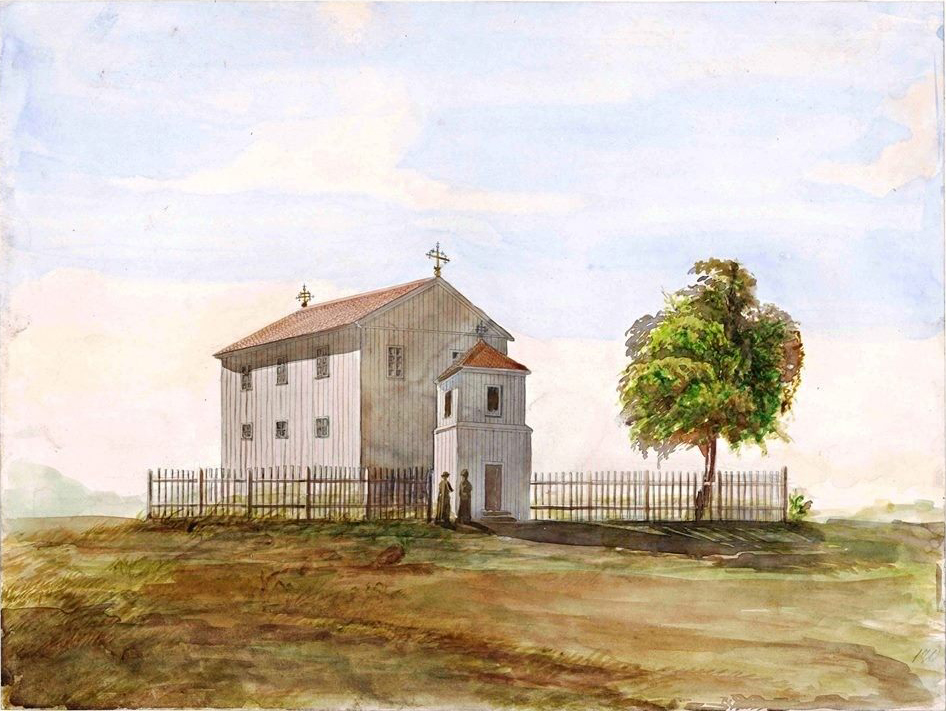
Église grecque-catholique
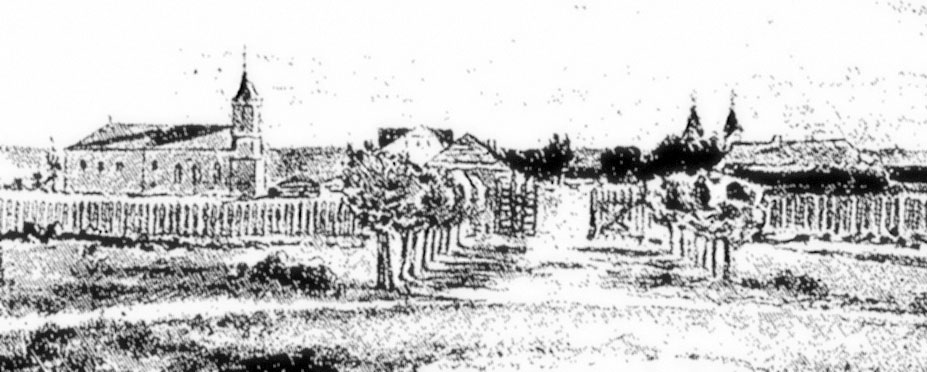
Panorama de la ville
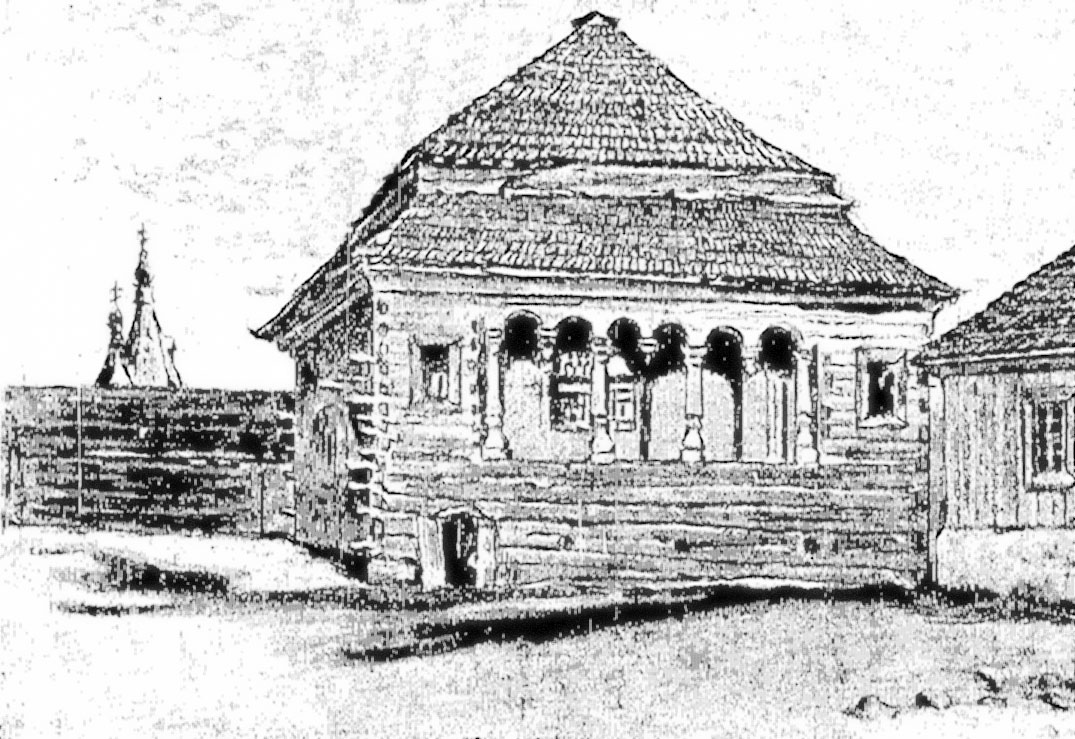
Synagogue

## Population
Recensements (*) ou estimations de la population :
| 1850  | 1897* | 1921* | 1939* | 1959*  | 1970*  |
| ----- | ----- | ----- | ----- | ------ | ------ |
| 1 330 | 2 393 | 1 997 | 6 600 | 28 384 | 50 413 |

| 1979*  | 1989*  | 1999*  | 2009*  | 2013   | 2014   |
| ------ | ------ | ------ | ------ | ------ | ------ |
| 72 612 | 91 726 | 96 600 | 94 282 | 93 802 | 94 155 |

## Personnalités liées à la ville
- Benedykt Dybowski (1839 - 1930), zoologiste polonais.
- Youri Antonov (1945 -), chanteur, musicien et compositeur soviétique et russe ayant vécu à Maladetchna.
- Jan Stanisław Sapieha (1589 - 1635), magnat de Pologne-Lituanie, membre de la famille Sapieha, staroste de Slonim, maréchal de la cour de Lituanie (1617), grand maréchal de Lituanie (1621).

## Jumelage
- Göttingen (Allemagne)
- Kouzminki (Russie)
- Bor (Russie)
- Saint-Pétersbourg (Russie)
- Kalouga (Russie)
- Tcherepovets (Russie)
- Irpin (Ukraine)
- Jelgava (Lettonie)
- Esslingen am Neckar (Allemagne)
- Panevėžys (Lituanie)
- Piotrków Trybunalski (Pologne)
- Sokółka (Pologne)
- Powiat de Kutno (Pologne)
- Florești (Moldavie)
- Velingrad (Bulgarie)
- Svetly (Russie)
- Katchkanar (Russie)